# Мицько Ігор Зіновійович
Ігор Зіновійович Мицько (нар. 13 квітня 1949) — український історик, спеціаліст з історії України. Кандидат історичних наук. Науковий співробітник Національного університету «Острозька академія». Займався вивченням доби князів Олега, Лева Даниловича, княгині Ольги, історією Свято-Онуфрієвського монастиря тощо.

## Праці
- Мицько І. Феномен грамот князя Лева // Старосамбірщина. — Т. 2. — 2002. — С. 187—194.
- Мицько І. Про початки Свято-Онуфріївського монастиря у Лаврові // Лавра (Львів). — Т. 6. — 1999. — С. 31—34.
- Мицько І. Історія Галицько-Волинської держави у генеалогічних сюжетах // Знак (Львів). — Ч. 20. — 2000. — С. 2–3.
- Мицько І. Королевич Лев Данилович та давній Львів (сторінки з книги) // Львівська брама. — 2001. № 9—10 (81-82). — С. 18—23.
- Мицько І. Де ж могила князя Лева? // Старосамбірщина. — Т. 2. — 2002. — С. 46—48.
- Мицько І. Найшановніші християнські святі краю // Старосамбірщина. — Т. 2. — 2002. — С.86–109.
- Мицько І. Край обителей // Старосамбірщина. — Т. 2. — 2002. — С.120—144.
- Мицько І. Феномен грамот князя Лева // Старосамбірщина. — Т. 2. — 2002. — С.С. 187—194.
- Болгарське коріння Володимира Святославовича [Архівовано 14 червня 2020 у Wayback Machine.].
- Волинський Олеськ: етимологія назви та час заснування // Старий Луцьк. Науково-інформаційний збірник Вип. VIII. — Луцьк, 2012. — С. 16—25.
- Давній унівський пом'яник // Actes testantibus. Ювілейний збірник на пошану Леонтія Войтовича (Україна: культурна спадщина, національна свідомість, державність. Збірник наукових праць. Вип. 20. Інститут українознавства ім. І. Крип'якевича НАН України). — Львів, 2011. — С. 479—495.
- Датское происхождение князя Олега [Архівовано 31 березня 2020 у Wayback Machine.]. 2010 (рос.)
- До історії поширення в Європі переказів про княгиню Ольгу // П'яті «Ольжині читання». Пліснеськ. 7 травня 2010 року. — Львів — Броди, 2011. — С. 3—12.
- Загадки родоводу князів Острозьких // Острозький краєзнавчий збірник. Випуск 4. — Острог, 2010. — С. 3—12.
- Заснування єпископської кафедри в Острозі // Наукові записки Національного університету «Острозька академія». Історичні науки. — 2008. — Вип. 13. — С. 151—159.
- Костянтин Іванович Острозький та церква Галичини // Наукові записки Національного університету «Острозька академія»: Історичні науки. — Острог: Національний університет «Острозька академія», 2011. — Вип. 18. — 208 с.
- Диба Ю., Мицько І. Неіснуючий похід 981 р. князя Володимира на ляхів [Архівовано 14 червня 2020 у Wayback Machine.], 2015.
- Никола Святоша — Николай Жидичинський — Нікалай Мажайський // Миколаївські читання. Науковий збірник. Вип. 1 Матеріали І-го наукового семінару, присвяченого пам'яті Луцького князя і святого православної церкви Святослава-Миколи Святоші та святого Чудотворця Миколая Мирликійського. 28 жовтня 2007 року. с. Жидичин. — Луцьк, 2007. — С. 17—25.
- Острозька слов'яно-греко-латинська академія // Острозька давнина. Дослідження і матеріали / Відпов. ред. Ігор Мицько. — Львів, 1995. — Т. 1.
- Первісна Ченстоховська Богородиця — українська ікона Петра Ратенського // Слово Просвіти. — Старий Самбір, 2013. — Жовтень. — № 119. — C. 2—3.
- Пліснеськ — батьківщина княгині Ольги [Архівовано 14 червня 2020 у Wayback Machine.] // Конференція «Ольжині читання». Пліснеськ. 10 жовтня 2005 року. — Львів, 2006. — С. 61—81.
- Пліснеський сюжет «Слова о полку Игореві», 2010.
- Правові підстави володіння князем Любартом спадщиною Романовичів, 2007.
- Про походження гербу Волині, 2009.
- Родовід княгині Ольги за європейським епосом, 2007.
- Присвяти деяких церков давнього Луцька та час їх виникнення. 2007 .
- Руси в Тоскані та Ломбардії.
- Свята Ольга в епосі України, 2009.
- Статті, написані після вигнання з Інституту українознавства НАН України, 2000.
- Українсько-чеські зв'язки та історія Підгір'я X—XI століть, 2011.
- Чоловіки княгині Ольги Олегівни [Архівовано 23 січня 2022 у Wayback Machine.], 2013.